# Rostwiertoł

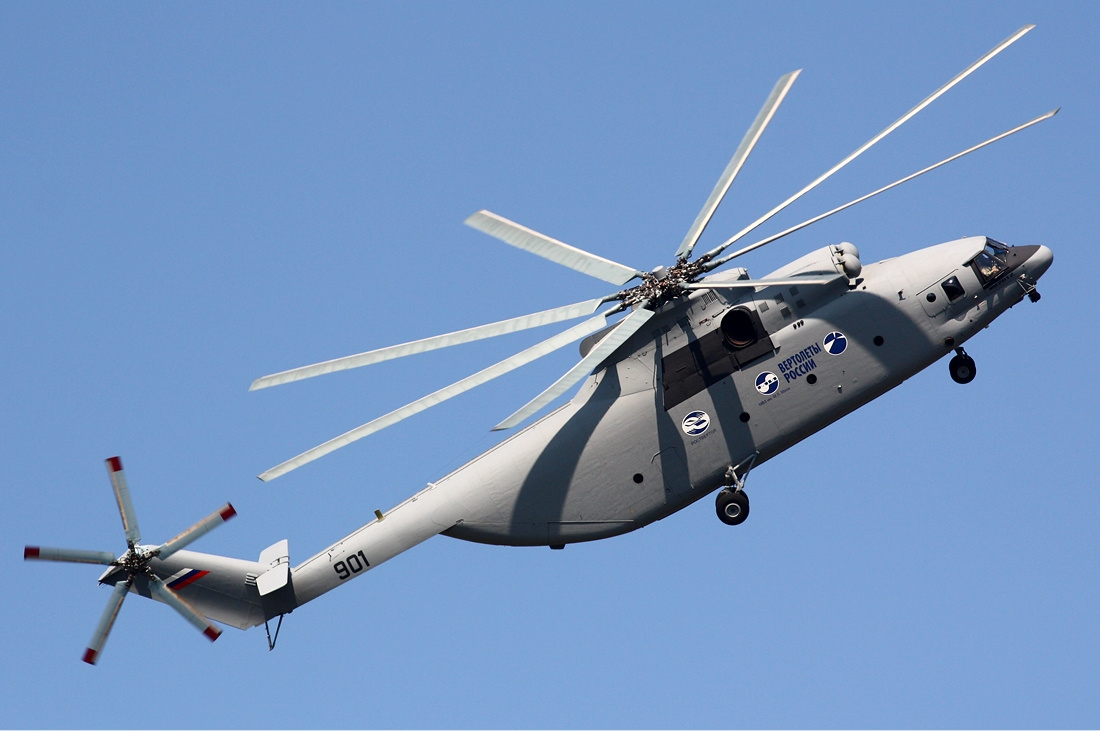
Śmigłowiec Mi-26T2 wyprodukowany w "Rostwiertole"

Rostowski śmigłowcowy kompleks produkcyjny "Rostwiertoł" im. B.N. Slusara Publiczna Spółka Akcyjna,  (ros. Ростовский вертолетный производственный комплекс Публичное акционерное общество «Роствертол» имени Б.Н. Слюсаря) – rosyjskie przedsiębiorstwo przemysłu lotniczego z siedzibą w Rostowie nad Donem. Jeden z największych rosyjskich producentów śmigłowców.
Wchodzi w skład holdingu Śmigłowce Rosji.

## Historia
- Przedsiębiorstwo powstało 1 lipca 1939 roku[potrzebny przypis]
- W 1944 roku zakłady rozpoczęły produkcję pierwszego samolotu Pe-2[potrzebny przypis]
- W 1949 roku rozpoczęto seryjną produkcję ciężkiego szybowca desantowego Jak-14[potrzebny przypis]
- Począwszy od 1956 zakład produkuje śmigłowce konstrukcji Biura Konstrukcyjnego Michaiła Mila[potrzebny przypis]
- W 1992 roku zakłady zostały sprywatyzowane[potrzebny przypis]

## Produkcja

### Dawniej
- - samolot wielozadaniowy Pe-2
  - ciężki szybowiec desantowy Jak-14
  - śmigłowiec wielozadaniowy Mi-1
  - ciężki śmigłowiec transportowy Mi-6
  - śmigłowiec pasażerski i transportowy Mi-10

### Obecnie
- - ciężki śmigłowiec transportowy Mi-26
  - śmigłowiec szturmowy Mi-28